# 1939年
1939年（1939 ねん）は、西暦（グレゴリオ暦）による、日曜日から始まる平年。昭和14年。

## 他の紀年法
- 干支：己卯
- 日本（月日は一致）
  - 昭和14年
  - 皇紀2599年
- 中国（月日は一致）
  - 中華民国：中華民国28年
  - 満洲国：康徳6年
- 朝鮮
  - 檀紀4272年
  - 主体28年
- 阮朝（ベトナム）
  - 保大13年11月11日 - 保大14年11月21日
- モンゴル人民共和国（月日は一致）
  - モンゴル人民共和国29年
- 仏滅紀元：2481年 - 2482年
- イスラム暦：1357年11月10日 - 1358年11月19日
- ユダヤ暦：5699年4月10日 - 5700年4月19日
- 修正ユリウス日 (MJD)：29264 - 29628
- リリウス日 (LD)：130105 - 130469

※檀紀は、大韓民国で1948年に法的根拠を与えられたが、1962年からは公式な場では使用されていない。

※主体暦は、朝鮮民主主義人民共和国で1997年に制定された。

## カレンダー
| 1月 |    |    |    |    |    |    |
| 日  | 月 | 火 | 水 | 木 | 金 | 土 |
| 1   | 2  | 3  | 4  | 5  | 6  | 7  |
| 8   | 9  | 10 | 11 | 12 | 13 | 14 |
| 15  | 16 | 17 | 18 | 19 | 20 | 21 |
| 22  | 23 | 24 | 25 | 26 | 27 | 28 |
| 29  | 30 | 31 |    |    |    |    |
|     |    |    |    |    |    |    |

| 2月 |    |    |    |    |    |    |
| 日  | 月 | 火 | 水 | 木 | 金 | 土 |
|     |    |    | 1  | 2  | 3  | 4  |
| 5   | 6  | 7  | 8  | 9  | 10 | 11 |
| 12  | 13 | 14 | 15 | 16 | 17 | 18 |
| 19  | 20 | 21 | 22 | 23 | 24 | 25 |
| 26  | 27 | 28 |    |    |    |    |
|     |    |    |    |    |    |    |

| 3月 |    |    |    |    |    |    |
| 日  | 月 | 火 | 水 | 木 | 金 | 土 |
|     |    |    | 1  | 2  | 3  | 4  |
| 5   | 6  | 7  | 8  | 9  | 10 | 11 |
| 12  | 13 | 14 | 15 | 16 | 17 | 18 |
| 19  | 20 | 21 | 22 | 23 | 24 | 25 |
| 26  | 27 | 28 | 29 | 30 | 31 |    |
|     |    |    |    |    |    |    |

| 4月 |    |    |    |    |    |    |
| 日  | 月 | 火 | 水 | 木 | 金 | 土 |
|     |    |    |    |    |    | 1  |
| 2   | 3  | 4  | 5  | 6  | 7  | 8  |
| 9   | 10 | 11 | 12 | 13 | 14 | 15 |
| 16  | 17 | 18 | 19 | 20 | 21 | 22 |
| 23  | 24 | 25 | 26 | 27 | 28 | 29 |
| 30  |    |    |    |    |    |    |
|     |    |    |    |    |    |    |

| 5月 |    |    |    |    |    |    |
| 日  | 月 | 火 | 水 | 木 | 金 | 土 |
|     | 1  | 2  | 3  | 4  | 5  | 6  |
| 7   | 8  | 9  | 10 | 11 | 12 | 13 |
| 14  | 15 | 16 | 17 | 18 | 19 | 20 |
| 21  | 22 | 23 | 24 | 25 | 26 | 27 |
| 28  | 29 | 30 | 31 |    |    |    |
|     |    |    |    |    |    |    |

| 6月 |    |    |    |    |    |    |
| 日  | 月 | 火 | 水 | 木 | 金 | 土 |
|     |    |    |    | 1  | 2  | 3  |
| 4   | 5  | 6  | 7  | 8  | 9  | 10 |
| 11  | 12 | 13 | 14 | 15 | 16 | 17 |
| 18  | 19 | 20 | 21 | 22 | 23 | 24 |
| 25  | 26 | 27 | 28 | 29 | 30 |    |
|     |    |    |    |    |    |    |

| 7月 |    |    |    |    |    |    |
| 日  | 月 | 火 | 水 | 木 | 金 | 土 |
|     |    |    |    |    |    | 1  |
| 2   | 3  | 4  | 5  | 6  | 7  | 8  |
| 9   | 10 | 11 | 12 | 13 | 14 | 15 |
| 16  | 17 | 18 | 19 | 20 | 21 | 22 |
| 23  | 24 | 25 | 26 | 27 | 28 | 29 |
| 30  | 31 |    |    |    |    |    |
|     |    |    |    |    |    |    |

| 8月 |    |    |    |    |    |    |
| 日  | 月 | 火 | 水 | 木 | 金 | 土 |
|     |    | 1  | 2  | 3  | 4  | 5  |
| 6   | 7  | 8  | 9  | 10 | 11 | 12 |
| 13  | 14 | 15 | 16 | 17 | 18 | 19 |
| 20  | 21 | 22 | 23 | 24 | 25 | 26 |
| 27  | 28 | 29 | 30 | 31 |    |    |
|     |    |    |    |    |    |    |

| 9月 |    |    |    |    |    |    |
| 日  | 月 | 火 | 水 | 木 | 金 | 土 |
|     |    |    |    |    | 1  | 2  |
| 3   | 4  | 5  | 6  | 7  | 8  | 9  |
| 10  | 11 | 12 | 13 | 14 | 15 | 16 |
| 17  | 18 | 19 | 20 | 21 | 22 | 23 |
| 24  | 25 | 26 | 27 | 28 | 29 | 30 |
|     |    |    |    |    |    |    |

| 10月 |    |    |    |    |    |    |
| 日   | 月 | 火 | 水 | 木 | 金 | 土 |
| 1    | 2  | 3  | 4  | 5  | 6  | 7  |
| 8    | 9  | 10 | 11 | 12 | 13 | 14 |
| 15   | 16 | 17 | 18 | 19 | 20 | 21 |
| 22   | 23 | 24 | 25 | 26 | 27 | 28 |
| 29   | 30 | 31 |    |    |    |    |
|      |    |    |    |    |    |    |

| 11月 |    |    |    |    |    |    |
| 日   | 月 | 火 | 水 | 木 | 金 | 土 |
|      |    |    | 1  | 2  | 3  | 4  |
| 5    | 6  | 7  | 8  | 9  | 10 | 11 |
| 12   | 13 | 14 | 15 | 16 | 17 | 18 |
| 19   | 20 | 21 | 22 | 23 | 24 | 25 |
| 26   | 27 | 28 | 29 | 30 |    |    |
|      |    |    |    |    |    |    |

| 12月 |    |    |    |    |    |    |
| 日   | 月 | 火 | 水 | 木 | 金 | 土 |
|      |    |    |    |    | 1  | 2  |
| 3    | 4  | 5  | 6  | 7  | 8  | 9  |
| 10   | 11 | 12 | 13 | 14 | 15 | 16 |
| 17   | 18 | 19 | 20 | 21 | 22 | 23 |
| 24   | 25 | 26 | 27 | 28 | 29 | 30 |
| 31   |    |    |    |    |    |    |
|      |    |    |    |    |    |    |

## できごと

### 1月
- 1月4日 - 第1次近衛内閣総辞職[要出典]
- 1月5日 - 平沼騏一郎内閣成立
- 1月15日
  - 横綱双葉山が安藝ノ海に敗れる（連勝69）
  - 東京高速鉄道（営団地下鉄・東京メトロ銀座線の前身）: 新橋・渋谷間全通
- 1月17日 - 大阪第二飛行場（現・大阪国際空港（伊丹空港））開港。
- 1月24日 - チリで大地震（M8.3、死者約8万名）
- 1月26日 - バルセロナ陥落、フランコ軍の占領下に置かれる
- 1月27日 - 平賀譲東大総長が経済学部教授河合栄治郎・土方成美の休職処分を荒木貞夫文相に上申。（平賀粛学）

### 2月
- 2月14日 - 日本国民に対し「金製品回収・強制買い上げ」を日本政府が実施
- 2月27日 - イギリス・フランスがスペインのフランコ政権を承認

### 3月
- 3月 - 玉川塾（専門部）設置
- 3月2日 - ピウス12世がローマ教皇に選出
- 3月14日 - チェコスロバキアからスロバキアがドイツの保護国として独立、カルパト・ウクライナ共和国も独立
- 3月15日
  - 全国の招魂社を護国神社に改称
  - ドイツがチェコスロバキアのボヘミア占領
  - ハンガリー王国がカルパト・ウクライナを攻撃
- 3月16日 - ドイツがボヘミア・モラヴィアの保護領化を宣言（チェコスロバキア併合）、ハンガリーがカルパト・ウクライナ共和国を併合
- 3月21日 - 阪神梅田駅が地下化（現在の位置に移動開業）。
- 3月22日 - ハノイで汪兆銘暗殺未遂事件。
- 3月22日 - ドイツがリトアニアのクライペダ地方（ドイツ名メーメルラント）を併合
- 3月23日 - ハンガリーがスロバキアを攻撃（スロバキア・ハンガリー戦争）
- 3月27日 - NHKが有線によるテレビ実験放送を公開
- 3月28日 - フランコ軍がマドリードを占領（スペイン内戦終結）
- 3月31日 - ハンガリーが南部スロバキアの併合でスロバキアと和平する（スロバキア・ハンガリー戦争の終結）

### 4月
- 4月1日
  - フランコ、スペイン内戦の勝利宣言
  - 日本で電気庁設置
- 4月7日 - イタリアがアルバニア王国に侵攻
- 4月11日 - ハンガリーが国際連盟を脱退
- 4月12日 - 日本で米穀配給統制令法公布
- 4月27日 - イギリスで徴兵制導入
- 4月28日 - ドイツがドイツ・ポーランド不可侵条約破棄を宣言

### 5月
- 5月1日 - 男鹿半島で地震（M6.6、死者27名、全壊604戸）
- 5月2日 - ニューヨーク・ヤンキースのルー・ゲーリッグ選手が現役を引退
- 5月7日 - スペインが国際連盟を脱退
- 5月12日 - 満蒙国境で日本・ソビエト連邦両軍が衝突（ノモンハン事件）
- 5月13日 - NHKが無線によるテレビ実験放送を公開
- 5月15日 - 七帝大と六医大に臨時附属医学専門部を設置（戦時下の医師不足に対応するため）
- 5月22日 - 独伊軍事同盟締結

### 6月
- 6月1日 - 昭和電工設立（日本電気工業と昭和肥料が合併）
- 6月7日 - 満蒙開拓青少年義勇軍壮行会挙行（明治神宮外苑競技場）
- 6月10日 - 南京総領事館毒酒事件
- 6月12日 - 中国国民党軍が中国共産党新四軍を攻撃し幹部を虐殺（平江事件）
- 6月16日 - 日本国民の男子の長髪及び女子のパーマネントを禁止する「生活刷新案」が閣議決定

### 7月
- 7月1日
  - 日本軍がノモンハン攻撃開始
  - 東京芝浦電気（東芝）設立
- 7月8日 - 日本で国民徴用令公布
- 7月26日 - アメリカ合衆国は日本に対して日米通商航海条約の破棄を通告した。
- 有田・クレーギー協定の締結。天津事件に関連した日英間協定。
- 大川周明『日本二千六百年史』刊行、ミリオンセラーとなる

### 8月
- 8月2日 - アインシュタインがルーズベルト米大統領宛に原子爆弾開発を促す書簡を送付、マンハッタン計画の契機となる。（アインシュタイン＝シラードの手紙）
- 8月4日 - 英国海外航空創設
- 8月15日
  - ビルマ共産党結成
  - ジュディー・ガーランド主演のファンタジー・ミュージカル映画『オズの魔法使』が、ハリウッドでプレミア上映。
- 8月23日 - 独ソ不可侵条約締結
- 8月25日 - ポーランド・イギリス相互援助条約締結
- 8月26日 - 毎日新聞社機ニッポンが世界一周目指し羽田を離陸、10月20日に目的を果たし帰国。
- 8月27日 - ハインケル社のHe178が世界初のジェット飛行に成功
- 8月28日 - 『欧州の天地は複雑怪奇』という声明を出して平沼内閣総辞職
- 8月30日 - 阿部内閣成立

### 9月
第二次世界大戦勃発
- 9月1日 - ナチス・ドイツとスロバキアのポーランド侵攻。アドルフ・ヒトラーがT4作戦を発令
- 9月2日 - イタリアが中立を表明
- 9月3日
  - イギリス・フランス・オーストラリアがドイツに宣戦布告（まやかし戦争）
  - イギリスでウィンストン・チャーチルが海軍大臣に復帰
  - 大本営が関東軍にノモンハン事件の作戦中止を指令
- 9月4日
  - 日本、第二次世界大戦への不介入を表明
  - 大協石油（現・コスモ石油）設立
- 9月5日 - 米国が中立を表明
- 9月6日 - 南アフリカがドイツに宣戦布告
- 9月10日 - カナダがドイツに宣戦布告
- 9月13日
  - 大日本航空がニューヨーク・横浜間の飛行に成功
  - 大和自動車交通設立
- 9月15日 - モスクワで東郷茂徳大使とモロトフ外相間にノモンハン事件停戦協定成立
- 9月16日 - 東京地下鉄道と東京高速鉄道の乗り入れ運転開始（現在の東京メトロ銀座線が形成される）。
- 9月17日 - ソ連赤軍がポーランド東部に侵攻
- 9月18日 - 日本で「賃金統制令」・「価格等統制令」（九・一八停止令）公布
- 9月23日 - ニューヨーク万国博覧会 (1939年)においてウェスティングハウス社の展示の一部として、魚雷型のタイムカプセルが製作され埋葬される。6939年に開封予定
- 9月27日 - ワルシャワがドイツの空爆で陥落
- 9月28日 - 独ソ友好条約調印（ポーランド分割占領を決定）
- 9月30日 - 厚生省が「結婚十訓」を発表。「産めよ殖やせよ国のため」の標語を掲げる

### 10月
- 10月1日 - 日本国内の石油が統制品となり、配給制となる
- 10月15日 - ニューヨーク市立空港（現ラガーディア空港）開港
- 10月20日 - 物価統制令・地代家賃統制令施行

### 11月
- 11月6日 - 米穀強制買上げ制公布実施
- 11月10日 - 岩手県の松尾鉱山で落盤事故が発生。死者・行方不明者83人以上[1]。
- 11月16日 - アル・カポネがアルカトラズ刑務所から釈放
- 11月18日 - 日本音楽著作権協会の前身・大日本音楽著作権協会が創立
- 11月21日
  - イギリス、自国が参加している海軍軍縮条約の無期限停止を国際連盟に通告
  - 日本郵船の客船「照国丸」が英国ハーウィッチ沖にて触雷により沈没（犠牲者なし）
- 11月30日 - ソ連赤軍がフィンランドに侵攻、冬戦争勃発

### 12月
- 12月1日 - 白米禁止令実施（七分づき以上を禁止）
- 12月7日 - エストニアの首都タリンでバルト三国外相会談
- 12月13日 - ラプラタ沖海戦
- 12月14日 - 国際連盟がフィンランド侵略を理由にソ連を除名
- 12月17日 - ウルグアイから国外退去を通告されたドイツのポケット戦艦『アトミラル・グラーフ・シュペー』がモンテビデオ港外で自沈
- 12月15日 - 映画『風と共に去りぬ』が封切りされる。
- 12月23日 - 第75議会召集
- 12月25日 - 木炭の配給実施
- 12月26日 - トルコで大地震（M8.0、死者33,000名）

### 日付不詳
- パウル・ヘルマン・ミュラーがDDTの殺虫効果を発見

## 芸術・文化・ファッション
- 1939年の映画
  - 嵐が丘（監督：ウィリアム・ワイラー）
  - 駅馬車（監督：ジョン・フォード）
  - オズの魔法使（監督：ヴィクター・フレミング）
  - 風と共に去りぬ（監督：ヴィクター・フレミング）
  - スミス都へ行く（監督：フランク・キャプラ）
  - チップス先生さようなら（監督：サム・ウッド）
  - ニノチカ（監督：エルンスト・ルビッチ）
  - 鴛鴦歌合戦（監督：マキノ雅弘）

## 誕生

### 1月
- 1月1日 - 伊井篤史、声優、俳優 （+ 2020年[2]）
- 1月1日 - 池田昌子、声優、女優、ナレーター
- 1月1日 - 小島三児、コメディアン・俳優（+ 2001年）
- 1月3日 - 藤村志保、女優（+ 2025年）
- 1月5日 - 福塚勝哉、元プロ野球選手
- 1月7日 - 金博昭、元プロ野球選手
- 1月8日 - 笹川陽平、社会運動家、日本財団会長
- 1月8日 - 矢部丈太郎、元官僚、元公正取引委員会事務総長
- 1月10日 - 村田満、釣り人（+ 2025年）
- 1月10日 - スコット・マッケンジー、シンガーソングライター（+ 2012年）
- 1月11日 - ちばてつや、漫画家
- 1月11日 - 河原崎長一郎、俳優（+ 2003年）
- 1月12日 - かまやつひろし、ミュージシャン（+ 2017年）
- 1月12日 - 木暮正夫、児童文学作家（+ 2007年）
- 1月17日 - 寺内タケシ、ギタリスト（+ 2021年）
- 1月17日 - 正司玲児、漫才師（正司敏江・玲児）（+ 2010年）
- 1月20日 - 西田良、俳優（+ 2020年）
- 1月22日 - 千葉真一、俳優・歌手・映画監督・空手家（+ 2021年）
- 1月25日 - 黒田征太郎、イラストレーター

### 2月
- 2月1日 - ジョー・サンプル、ジャズピアニスト（+ 2014年[3]）
- 2月5日 - グレイス・ブルッサード、スワンプ・ポップ・デュオ、デイル&グレイスのメンバー
- 2月5日 - 小池兼司、元プロ野球選手
- 2月11日 - ジェイン・ヨーレン、児童文学作家
- 2月11日 - 土肥隆一、牧師・元衆議院議員（+ 2016年）
- 2月12日 - レイ・マンザレク、ミュージシャン（ザ・ドアーズ）（+ 2013年）
- 2月15日 - 広川太一郎、声優・ナレーター （+ 2008年）
- 2月17日 - 長内美那子、女優
- 2月17日 - 二階俊博、日本の政治家
- 2月22日 - 山下敬二郎、ロカビリー歌手（+ 2011年）
- 2月24日 - 佐久間良子、女優
- 2月24日 - 長田幸雄、元プロ野球選手
- 2月27日 - 高田賢三、ファッションデザイナー（+ 2020年）
- 2月27日 - タワン・ダッチャニー、画家（+ 2014年）
- 2月27日 - ピーター・レブソン、F1レーサー（+ 1974年）

### 3月
- 3月1日 - 祓川正敏、元プロ野球選手（+ 2012年）
- 3月2日 - 島津貴子、元皇族、島津久永の妻
- 3月5日 - 城戸則文、元プロ野球選手
- 3月8日 - 鎌田実、元プロ野球選手 (+ 2019年)
- 3月8日 - 劉詩昆、作曲家・ピアニスト
- 3月9日 - 大方斐紗子、女優
- 3月10日 - 高岡英司、元プロ野球選手
- 3月13日 - ニール・セダカ、アメリカのシンガーソングライター
- 3月13日 - 池田鴻、歌手（+ 1988年）
- 3月14日 - 中沢啓治、漫画家（+ 2012年）
- 3月14日 - レイモンド・J・バリー、アメリカの俳優
- 3月15日 - 西部邁、経済学者・評論家（+ 2018年）
- 3月16日 - 若秩父高明、大相撲力士、年寄14代常盤山（+ 2014年）
- 3月17日 - ジョバンニ・トラパットーニ、元サッカー選手、指導者
- 3月18日 - 梅野慶志、元プロ野球選手
- 3月20日 - 片岡義男、小説家・エッセイスト
- 3月23日 - ボリス・ティシチェンコ、作曲家（+ 2010年）
- 3月23日 - 原口剛、俳優（+ 2019年）
- 3月26日 - 谷川勉、元プロ野球選手（+ 1971年）
- 3月29日 - フランシス・アグウィリー、元プロ野球選手
- 3月31日 - 横山賢二、アニメプロデューサー・作詞家

### 4月
- 4月1日 - フィル・ニークロ、元メジャーリーガー（+ 2020年）
- 4月1日 - アリ・マッグロー、女優
- 4月2日 - マーヴィン・ゲイ、シンガーソングライター（+ 1984年）
- 4月3日 - いわむらかずお、絵本作家 （+ 2024年）
- 4月5日 - 畠山みどり、歌手
- 4月5日 - 潮谷義子、政治家、前熊本県知事
- 4月7日 - フランシス・フォード・コッポラ、映画監督・実業家
- 4月8日 - 安藤統男、元プロ野球選手
- 4月9日 - 谷育子、声優
- 4月10日 - 水島新司、漫画家（+ 2022年）
- 4月12日 - ロナルド・タカキ、歴史学者・民俗学者（+ 2009年）
- 4月13日 - 小川敏明、元プロ野球選手
- 4月16日 - 水谷八重子 (2代目)、女優
- 4月17日 - 戸梶正夫、元プロ野球選手
- 4月19日 - アリー・ハーメネイー、イランの最高指導者
- 4月24日 - 渋谷誠司、元プロ野球選手
- 4月25日 - 木村勝男、元プロ野球選手
- 4月26日 - 高橋美徳、元プロボクサー（+ 2018年）
- 4月27日 - ヘイミッシュ・ミルン、ピアニスト（+ 2020年）

### 5月
- 5月1日 - 本間勝、元プロ野球選手
- 5月2日 - 横地由松、元プロ野球選手（+2007年）
- 5月2日 - なべおさみ、俳優・ラジオパーソナリティ
- 5月2日 - 飯島澄男、物理学者・化学者
- 5月2日 - 伊藤守、元プロ野球選手
- 5月6日 - 石井茂雄、元プロ野球選手（+2005年）
- 5月7日 - 岸本忠三、免疫学者
- 5月8日 - 赤木圭一郎、映画俳優（+ 1961年）
- 5月11日 - 森田拳次、漫画家（+ 2024年）
- 5月11日 - 保岡興治、元裁判官、弁護士、元衆議院議員、第69代・第80代法務大臣（+2019年）
- 5月14日 - 池沢義行、元プロ野球選手
- 5月14日 - 河東真、元プロ野球選手
- 5月15日 - 麻生渡、公選第13〜16代福岡県知事、九州初の全国知事会会長
- 5月16日 - 阿部軍治、筑波大学名誉教授（+ 2014年）
- 5月21日 - ハインツ・ホリガー、指揮者・オーボエ奏者・作曲家
- 5月21日 - 中村泰士、作詞家・作曲家（+ 2020年）
- 5月23日 - ミシェル・コロンビエ、フランスのプロデューサー、キーボーディスト（+ 2004年）
- 5月24日 - 前田益穂、元プロ野球選手
- 5月25日 - イアン・マッケラン、俳優
- 5月25日 - 岩佐恵美、元衆議院議員、元参議院議員
- 5月25日 - 菊池武夫、ファッションデザイナー
- 5月27日 - リック・レスコーラ（+ 2001年）

### 6月
- 6月3日 - 長田裕之、元プロ野球選手
- 6月3日 - スティーヴ・ダルコウスキー、元野球選手（+ 2020年）
- 6月4日 - 西川右近、舞踊家（+ 2020年）
- 6月6日 - 林美智子、女優
- 6月9日 - 内田忠男、国際ジャーナリスト
- 6月9日 - イレアナ・コトルバシュ、元ソプラノ歌手
- 6月11日 - ジャッキー・スチュワート、元F1レーサー
- 6月16日 - 山本晋也、映画監督・タレント
- 6月17日 - 加藤紘一、元外交官、元衆議院議員、第1次大平内閣・第2次大平内閣における内閣官房副長官(政務担当)、第43代防衛庁長官、第54代内閣官房長官、第40代自由民主党政務調査会長、第36代自由民主党幹事長（+ 2016年）
- 6月18日 - ルー・ブロック、元メジャーリーグ選手（+ 2020年）
- 6月27日 - 内山和巳、元プロ野球選手
- 6月29日 - 植田征作、元プロ野球選手
- 6月29日 - 6代目一龍斎貞水、講談師（+ 2020年）

### 7月
- 7月3日 - 寺本勇、元プロ野球選手
- 7月3日 - 迫田穆成、アマチュア野球指導者
- 7月8日 - 吉行理恵、小説家・詩人（+ 2006年）
- 7月10日 - 石田博三、元プロ野球選手
- 7月10日 - 太田枝雄、元プロ野球選手
- 7月12日 - 中村玉緒、女優
- 7月13日 - 木村大作、撮影技師・映画監督
- 7月13日 - ジョー・バリー、アメリカ合衆国のスワンプ・ポップ歌手（+ 2004年）
- 7月15日 - 金子功、元デザイナー
- 7月15日 - 後藤忠弘、元プロ野球選手
- 7月17日 - 菅孝行、評論家・劇作家
- 7月22日 - テレンス・スタンプ、俳優
- 7月25日 - ナンシー・ルディントン、元フィギュアスケート選手
- 7月26日 - 辺見じゅん、歌人・ノンフィクション作家（+ 2011年）
- 7月27日 - 上田重夫、元プロ野球選手
- 7月28日 - マッド・アマノ、グラフィックデザイナー
- 7月29日 - 新山彰忠、元プロ野球選手（+ 2000年）

### 8月
- 8月3日 - 平沼赳夫、元衆議院議員、第70代運輸大臣、第66代(最後の)通商産業大臣、初代・第2代経済産業大臣、初代たちあがれ日本代表、元太陽の党共同代表、初代次世代の党党首
- 8月6日 - 進藤榮一、国際政治学者
- 8月6日 - 藤田紘一郎、免疫学者（+ 2021年）
- 8月10日 - 八代万智子、元女優
- 8月13日 - 桂枝雀、落語家（+ 1999年）
- 8月19日 - 仲井眞弘多、公選第6代沖縄県知事
- 8月22日 - カール・ヤストレムスキー、元メジャーリーガー
- 8月25日 - 島田源太郎、元プロ野球選手
- 8月25日 - コシノジュンコ、ファッションデザイナー
- 8月27日 - 鴨田勝雄、アマチュア野球指導者（+ 2002年）
- 8月28日 - イーデス・ハンソン、タレント・エッセイスト
- 8月28日 - 鈴木美智子、ラジオパーソナリティ、タレント（+ 2025年）
- 8月29日 - 須崎正明、元プロ野球選手

### 9月
- 9月2日 - イヴァー・ヤコブソン、計算機科学者
- 9月3日 - 古賀英彦、元プロ野球選手
- 9月5日 - ジョージ・レーゼンビー、俳優
- 9月5日 - 若林豪、俳優
- 9月5日 - 利根川進、生物学者
- 9月7日 - 草野大悟、俳優（+ 1991年）
- 9月9日 - スタニスラフ・ペトロフ、ロシア戦略ロケット軍元中佐、1983年の核戦争回避事件の当事者（+ 2017年）
- 9月10日 - 村松克己、俳優（+ 2001年）
- 9月11日 - アラン・ジレッティ、元フィギュアスケート選手
- 9月12日 - 大野克夫、作曲家、編曲家、キーボーディスト、音楽プロデューサー
- 9月16日 - 典厩五郎、小説家
- 9月18日 - 森本毅郎、フリーアナウンサー・ニュースキャスター
- 9月19日 - 新井彰、元プロ野球選手
- 9月19日 - 井戸川（谷田）絹子、元バレーボール選手（+ 2020年）
- 9月22日 - 田部井淳子、登山家（+ 2016年）
- 9月26日 - 樋口正蔵、元プロ野球選手
- 9月27日 - 落合秀彦、空手家、作家、俳優
- 9月28日 - スチュアート・カウフマン、生物学者
- 9月28日 - ブルース・フローミング、元メジャーリーグ審判員
- 9月28日 - いのくままさお -カメラマン (+ 2020年)
- 9月29日 - 高橋伸夫、地理学者（+ 2013年）

### 10月
- 10月5日 - ウォルター・ウルフ、実業家
- 10月7日 - ジョン・ホップクロフト、計算機科学者
- 10月8日 - アラダー・ペゲ、ミュージシャン（+ 2006年）
- 10月8日 - 長南恒夫、プロ野球選手（+ 1996年）
- 10月10日 - 田中勉、元プロ野球選手
- 10月12日 - 漆畑勝久、元プロ野球選手
- 10月12日 - 稲垣忠美、元プロ野球選手
- 10月12日 - 尾畠春夫、ボランティア活動家
- 10月13日 - 青野修三、元プロ野球選手
- 10月17日 - 岸田森、俳優（+ 1982年）
- 10月18日 - リー・ハーヴェイ・オズワルド（+ 1963年）ジョン・F・ケネディ暗殺事件の暗殺犯とされている人物。
- 10月20日 - 原彬久、政治学者
- 10月20日 - 森中千香良、元プロ野球選手、野球解説者（+2008年）
- 10月20日 - ギル・ヘイズ、元プロレスラー
- 10月20日 - 大日方和雄、外交官
- 10月21日 - 五月みどり、歌手、女優
- 10月22日 - 黒部進、俳優
- 10月26日 - 安藤元博、元プロ野球選手（+ 1996年）
- 10月27日 - ジョン・クリーズ、コメディアン・俳優
- 10月28日 - 矢口高雄、漫画家（+ 2020年[4][5]）
- 10月29日 - 水野英子、漫画家
- 10月29日 - 加茂周、元サッカー選手、解説者、指導者
- 10月30日 - グレイス・スリック、ミュージシャン
- 10月30日 - リーランド・ハートウェル、生物学者
- 10月31日 - 堀込基明、元プロ野球選手（+ 1997年）

### 11月
- 11月2日 - いその・えいたろう、評論家
- 11月4日 - 宮田征典、元プロ野球選手（+ 2006年）
- 11月7日 - 赤羽昇、実業家（+ 2020年）
- 11月7日 - ウーリッヒ・ヘルマン、教育学者
- 11月7日 - バーバラ・リスコフ、計算機科学者
- 11月9日 - 佐川満男、歌手・俳優（+ 2024年）
- 11月10日 - 入川保則、俳優・司会者（+ 2011年）
- 11月10日 - 長田弘、詩人（+ 2015年）
- 11月11日 - 奥山かずお、児童文学作家[6]（+ 2010年）
- 11月13日 - ウェス・パーカー、元プロ野球選手
- 11月13日 - 島津肇子、日本の元皇族。北白川宮永久王と同妃祥子の長女。島津忠広の妻。
- 11月14日 - 徳大寺有恒、自動車評論家（+ 2014年）
- 11月14日 - 尾岸孝雄、元北海道上富良野町議会議員・元上富良野町長（+ 2018年[7]）
- 11月15日 - 神田川俊郎、日本料理人（+ 2021年）
- 11月15日 - 内藤國雄、元将棋棋士
- 11月15日 - 加藤みどり、声優
- 11月16日 - 室山皓之助、元プロ野球選手
- 11月17日 - 内田裕也、ミュージシャン・俳優（+ 2019年[8]）
- 11月18日 - マーガレット・アトウッド、小説家
- 11月21日 - 石井晶、元プロ野球選手（+ 2013年）
- 11月21日 - ガイ・N・スミス、作家（+ 2020年）
- 11月25日 - 塩津義雄、元プロ野球選手
- 11月26日 - ティナ・ターナー、歌手
- 11月30日 - ワルター・ウェラー、音楽家（+ 2015年）

### 12月
- 12月1日 - 小野木孝、元プロ野球選手
- 12月2日 - アラン・サンドランス、シェフ（+ 2017年）
- 12月3日 - 木村朱炎、書家
- 12月4日 - 遠井吾郎、元プロ野球選手（+ 2005年）
- 12月4日 - 中島博征、元プロ野球選手
- 12月5日 - 東條昭平、テレビプロデューサー
- 12月8日 - ジェームズ・ゴールウェイ、フルート奏者・指揮者
- 12月9日 - 市川猿翁 (2代目)、歌舞伎役者・俳優・演出家（+ 2023年）
- 12月11日 - 小川眞由美、女優
- 12月12日 - マイケル・S・ガザニガ、心理学者
- 12月13日 - 若林映子、女優
- 12月17日 - リチャード・ン、俳優（+ 2023年）
- 12月18日 - ソイロ・ベルサイエス、元プロ野球選手（+ 1995年）
- 12月18日 - 高野一彦、元プロ野球選手
- 12月18日 - 稲葉賀恵、ファッションデザイナー
- 12月19日 - 10代目鈴々舎馬風、落語家
- 12月23日 - 小田啓義、ミュージシャン・ピアニスト・作曲家
- 12月23日 - 水森亜土、女優
- 12月25日 - 夏八木勲、俳優（+ 2013年[9]）

## 死去
- 1月4日 - 比田井天来、書道家（* 1872年）
- 1月6日 - 初代大江美智子、女優（* 1910年）
- 1月9日 - ヨハン・シュトラウス3世、音楽家（* 1866年）
- 1月10日 - 町田経宇、日本陸軍軍人（* 1865年）
- 1月12日 - 野田英夫、洋画家（* 1908年）
- 1月16日 - 鶴ヶ濱増太郎、大相撲の力士（* 1893年）
- 1月23日 - マティアス・シンデラー、サッカー選手（* 1903年）
- 1月25日 - アブナー・ダルリンプル、メジャーリーガー（* 1857年）
- 1月28日 - ウィリアム・バトラー・イェイツ、詩人・劇作家（* 1865年）
- 2月2日 - ウラジーミル・シューホフ、建築家（* 1853年）
- 2月4日 - エドワード・サピア、人類学者・言語学者（* 1884年）
- 2月10日 - ピウス11世、ローマ教皇（* 1857年）
- 2月11日 - フランツ・シュミット、作曲家（* 1874年）
- 2月12日 - セーレン・セーレンセン、化学者（* 1868年）
- 2月18日 - 岡本かの子、小説家（* 1889年）
- 2月26日 - アーサー・コールマン、地質学者（* 1852年）
- 2月26日 - 斎藤博、外交官（* 1886年）
- 2月27日 - ナデジダ・クルプスカヤ、レーニンの妻でボリシェビキの運動家（* 1869年）
- 3月1日 - 岡本綺堂、小説家・劇作家（* 1872年）
- 3月2日 - ハワード・カーター、考古学者（* 1873年）
- 3月10日 - 山本懸蔵、労働運動家・戦前期の日本共産党党員（* 1895年）
- 3月21日 - 観世元滋、観世流能楽師（* 1895年）
- 3月27日 - ヨーゼフ・ロート、小説家（* 1894年）
- 3月28日 - 田中光顕、陸援隊幹部・陸軍少将・宮内大臣（* 1843年）
- 3月29日 - 立原道造、詩人・建築家（* 1914年）
- 4月4日 - ガージー、イラク王（* 1912年）
- 4月6日 - ラグーザ玉、洋画家（* 1861年）
- 4月9日 - 加藤寛治、日本海軍の連合艦隊司令長官・軍令部長（* 1870年）
- 4月11日 - S・S・ヴァン＝ダイン、作家・美術評論家（* 1888年）
- 4月19日 - 松本泰、小説家（* 1887年）
- 4月25日 - ジョン・フォウルズ、作曲家（* 1880年）
- 5月6日 - コンスタンチン・ソモフ、画家（* 1869年）
- 5月13日 - スタニスワフ・レシニェフスキ、論理学者・数学者（* 1886年）
- 5月24日 - 式亭三馬、落語家（* 1867年頃）
- 6月1日 - デイヴィッド・ペック・トッド、天文学者（* 1855年）
- 6月2日 - エンリケ・フェルナンデス・アルボス、ヴァイオリニスト・作曲家（* 1863年）
- 6月8日 - 梶上初一、野球選手（* 1906年）
- 7月4日 - ルイス・ウェイン、画家（* 1860年）
- 7月7日 - ディーコン・ホワイト、メジャーリーガー（* 1847年）
- 7月8日 - ハヴロック・エリス、性科学者・心理学者（* 1859年）
- 7月9日 - 戸川秋骨、英文学者（* 1871年）
- 7月14日 - アルフォンス・ミュシャ、グラフィックデザイナー（* 1860年）
- 7月23日 - 本庄陸男、小説家（* 1905年）
- 8月1日 - 佐伯喜三郎、野球選手（* 1908年）
- 8月11日 - ジャン・ブガッティ、自動車デザイナー（* 1909年）
- 8月11日 - アルフォンス・オスベール、画家（* 1857年）
- 8月16日 - 原富太郎、財界人・茶人（*1868年）
- 8月21日 - 久慈次郎、元野球選手（* 1898年）
- 8月21日 - 渡辺直己、歌人（* 1908年）
- 9月1日 - 橘糸重、音楽家（* 1873年）
- 9月6日 - アーサー・ラッカム、挿絵画家（* 1867年）
- 9月7日 - 泉鏡花、小説家（* 1873年）
- 9月22日 - ヴェルナー・フォン・フリッチュ、ドイツ陸軍の上級大将（* 1880年）
- 9月23日 - ジークムント・フロイト、精神分析学創始者（* 1856年）
- 9月23日 - 岡田三郎助、画家（* 1869年）
- 10月7日 - ハーヴェイ・ウィリアムス・クッシング、脳神経外科医（* 1869年）
- 10月20日 - 杉本良吉、演出家（* 1907年）
- 10月22日 - 逆鉾与治郎、大相撲の力士（* 1871年）
- 11月11日 - 村上華岳、日本画家（* 1888年）
- 11月12日 - ノーマン・ベチューン、医師（* 1890年）
- 11月17日 - 田中智學、宗教家（* 1861年）
- 11月28日 - ジェームズ・ネイスミス、バスケットボール考案者（* 1861年）
- 11月29日 - フィリップ・シャイデマン、ドイツ首相（* 1865年）
- 11月29日 - クン・ベーラ、ハンガリーの指導者（* 1886年）
- 12月3日 - ルイーズ、イギリスの王族（* 1848年）
- 12月8日 - アーネスト・シェリング、ピアニスト・指揮者・作曲家（* 1876年）
- 12月12日 - ダグラス・フェアバンクス、俳優（* 1883年）
- 12月17日 - 山本嘉一、俳優（* 1877年）
- 12月18日 - ブルーノ・リリエフォッシュ、画家（* 1860年）
- 12月23日 - アントニー・フォッカー、飛行機技術者・フォッカー創業者（* 1890年）

## ノーベル賞
- 物理学賞 - アーネスト・ローレンス（アメリカ）
- 化学賞 - アドルフ・ブーテナント（ドイツ）、レオポルト・ルジチカ（スイス）
- 生理学・医学賞 - ゲルハルト・ドーマク（ドイツ）
- 文学賞 - フランス・エーミル・シランペー（フィンランド）
- 平和賞 - 該当者なし